# Bluff City Law
Bluff City Law – amerykański serial telewizyjny (dramat obyczajowy, kryminał) wyprodukowany przez  Universal Television, Dean Georgaris Entertainment/2.0 oraz David Janollari Entertainment, którego twórcami są Dean Georgaris i Michael Aguilar. Serial jest emitowany od 23 września 2019 przez NBC.
Fabuła serialu opowiada o pracy elitarnej kancelarii prawniczej prowadzonej przez Elijah Straita i jego córkę, Sydney Keller. Kancelaria zajmuje się sprawami z zakresu prawa obywatelskiego.

## Obsada
- Jimmy Smits jako Elijah Strait[2]
- Caitlin McGee jako Sydney Strait[3]
- Barry Sloane jako Jake Reilly[4]
- Michael Luwoye jako Anthony Little[4]
- Stony Blyden jako Emerson[5]
- Jayne Atkinson jako Della Bedford[6]
- MaameYaa Boafo jako Briana Logan[7]
- Josh Kelly jako Robbie,

## Odcinki
| Sezon | Odcinki | Oryginalna emisja w NBC | Oryginalna emisja w NBC |
| Sezon | Odcinki | Premiera sezonu         | Finał sezonu            |
| ----- | ------- | ----------------------- | ----------------------- |
| 1     | 10      | 24 września 2019        | 25 listopada 2019       |

### Sezon 1 (2019-2020)
| #  | Tytuł                       | Reżyseria         | Scenariusz                                      | Premiera w NBC       |
| -- | --------------------------- | ----------------- | ----------------------------------------------- | -------------------- |
| 1  | Pilot                       | Jessica Yu        | Dean Georgaris, Michael Aguilar, Dean Georgaris | 23 września 2019     |
| 2  | You Don't Need a Weatherman | Adam Davidson     | Dean Georgaris                                  | 30 września 2019     |
| 3  | 25 Years to Life            | John Terlesky     | Bill Chais                                      | 7 października 2019  |
| 4  | Fire in a Crowded Theater   | Mark Polish       | Taylor Hamra                                    | 14 października 2019 |
| 5  | When the Levee Breaks       | Andy Wolk         | Mike Daniels                                    | 21 października 2019 |
| 6  | The All-American            | Matthew Penn      | Lisa Morales                                    | 28 października 2019 |
| 7  | American Epidemic           | Catriona McKenzie | Steve Lichtman                                  | 4 listopada 2019     |
| 8  | Need to Know                | Janice Cooke      | Lynn Sternberger                                | 11 listopada 2019    |
| 9  | AVE MARIA                   | Erica Dunton      | Maya Dunbar                                     | 18 listopada 2019    |
| 10 | Perfect Day                 | John Terlesky     | Bill Chais                                      | 25 listopada 2019    |

## Produkcja
10 stycznia 2019 roku stacja NBC zamówiła pilotowy odcinek serialu od Deana Georgaris i Michaela Aguilar. W kolejnym miesiącu poinformowano, że Jimmy Smits, Caitlin McGee, Barry Sloane oraz Michael Luwoye dołączyli do obsady dramatu. W marcu 2019 roku ogłoszono, że Stony Blyden, Jayne Atkinson i MaameYaa Boafo zagrają w serialu:. 6 maja 2019 roku stacja NBC  zamówiła pierwszy sezon dramatu, który zadebiutuje w sezonie telewizyjnym 2019/2020.